# Hans Peter Dücker

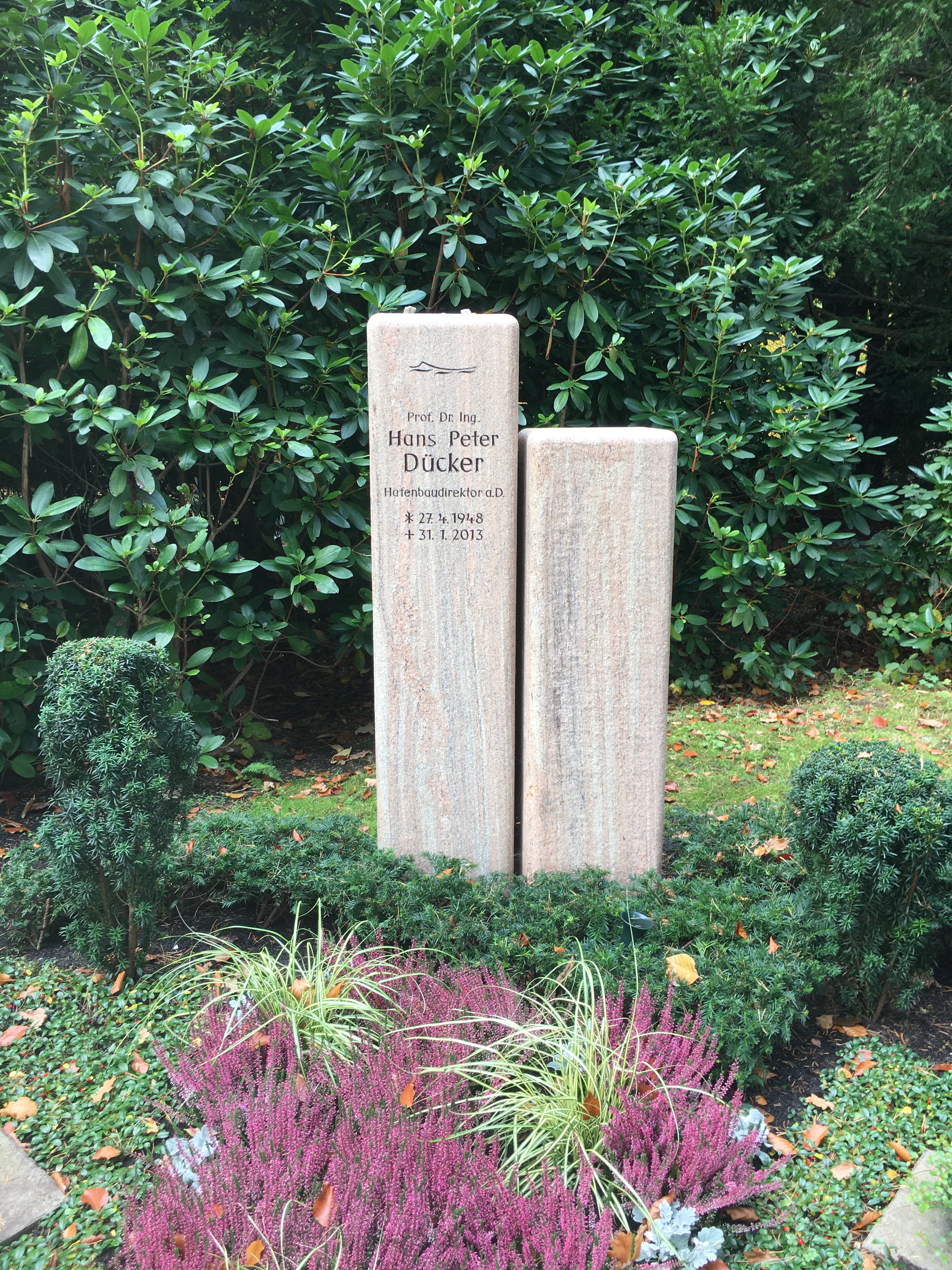
Grabstätte Hans Peter Dücker auf dem Friedhof Ohlsdorf

Hans Peter Dücker (* 27. April 1948 in Lübeck; † 31. Januar 2013) war ein deutscher Bauingenieur und langjähriger Hafenbaudirektor in Hamburg.

## Leben
Hans Peter Dücker studierte Bauingenieurwesen an der Technischen Universität Braunschweig, dort wurde er 1981 auch promoviert. 1974 kam Dücker nach Hamburg, wo er bis zu seinem Ausscheiden 2008 im Amt Strom- und Hafenbau tätig war,  seit 2003 als Amtsleiter.
2005 war Dücker maßgeblich an der Umwandlung des Amtes zur heutigen Hamburg Port Authority beteiligt. Er hatte zudem Lehraufträge an der Technischen Universität Hamburg (TUHH) und war viele Jahre Vorsitzender der Hafen-technischen Gesellschaft e. V. In dieser Position arbeitete er intensiv mit der Deutschen Gesellschaft für Geotechnik in den Bereichen „Ufereinfassungen“, „Küstenschutzwerke“ und „Dichtungssysteme im Wasserbau“ zusammen. Zur Unterstützung der TUHH gründete er die Dr. Dücker Stiftung, der er von 2009 bis zu seinem Tod als Vorstandsmitglied angehörte.
Hans Peter Dücker starb nach langer schwerer Krankheit im Alter von 64 Jahren und fand seine letzte Ruhestätte auf dem Hamburger Friedhof Ohlsdorf im Planquadrat AA 15.